# Georgi Bradistilov
Georgi Bradistilov (búlgar: Георги Делчев Брадистилов)  (Panagiurixte, 12 d'octubre de 1904 (Julià) - Sofia, 18 de juliol de 1977) va ser un matemàtic búlgar.
Bradistilov va estudiar matemàtiques a la universitat de Sofia en la qual es va graduar el 1927. Els anys següents va ser professor de secundària i auxiliar a la mateixa universitat, excepte el curos 1931-32 i 1937-38 en els quals va estar estudiant a les universitats de París i de Múnic. Va obtenir el doctorat el 1938 en aquesta darrera amb una tesi dirigida per Oskar Perron. Des de 1939 fins a 1945 va ser professor de la universitat de Sofia i el 1945 va passar a ser cap del departament de matemàtiques el Politècnic Estatal de Sofia, on va romandre la resta de la seva vida.
El seu camp de treball van ser les equacions diferencials, amb quatre àrees específiques: solucions asimptòtiques de sistemes d'equacions diferencials no lineals, aplicacions de les equacions diferencials no lineals a l'enginyeria elèctrica, problemes associats a les oscil·lacions no lineals d'auto-generadors i generadors i la teoria del potencial electroestàtic.